# Klosterhof (Bockum-Hövel)
Der Klosterhof liegt in der Bauerschaft Hölter. Diese gehört zum Stadtteil Hövel, heutiger Stadtbezirk Hamm-Bockum-Hövel der Großstadt Hamm. Die dem Anwesen einst zugehörige Klostermühle steht seit dem 21. April 1994 unter Denkmalschutz.

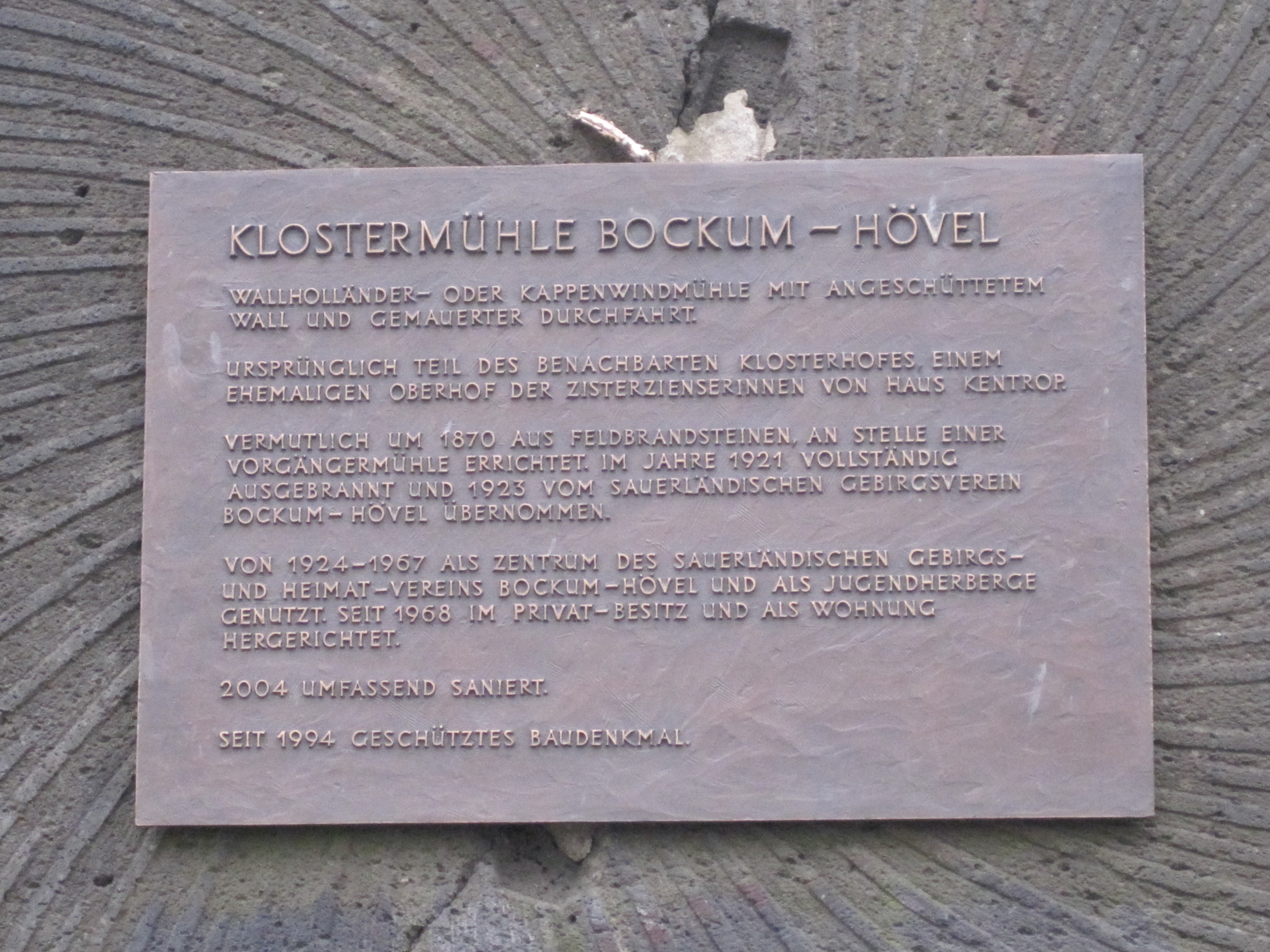
Informationstafel vor der Klostermühle.

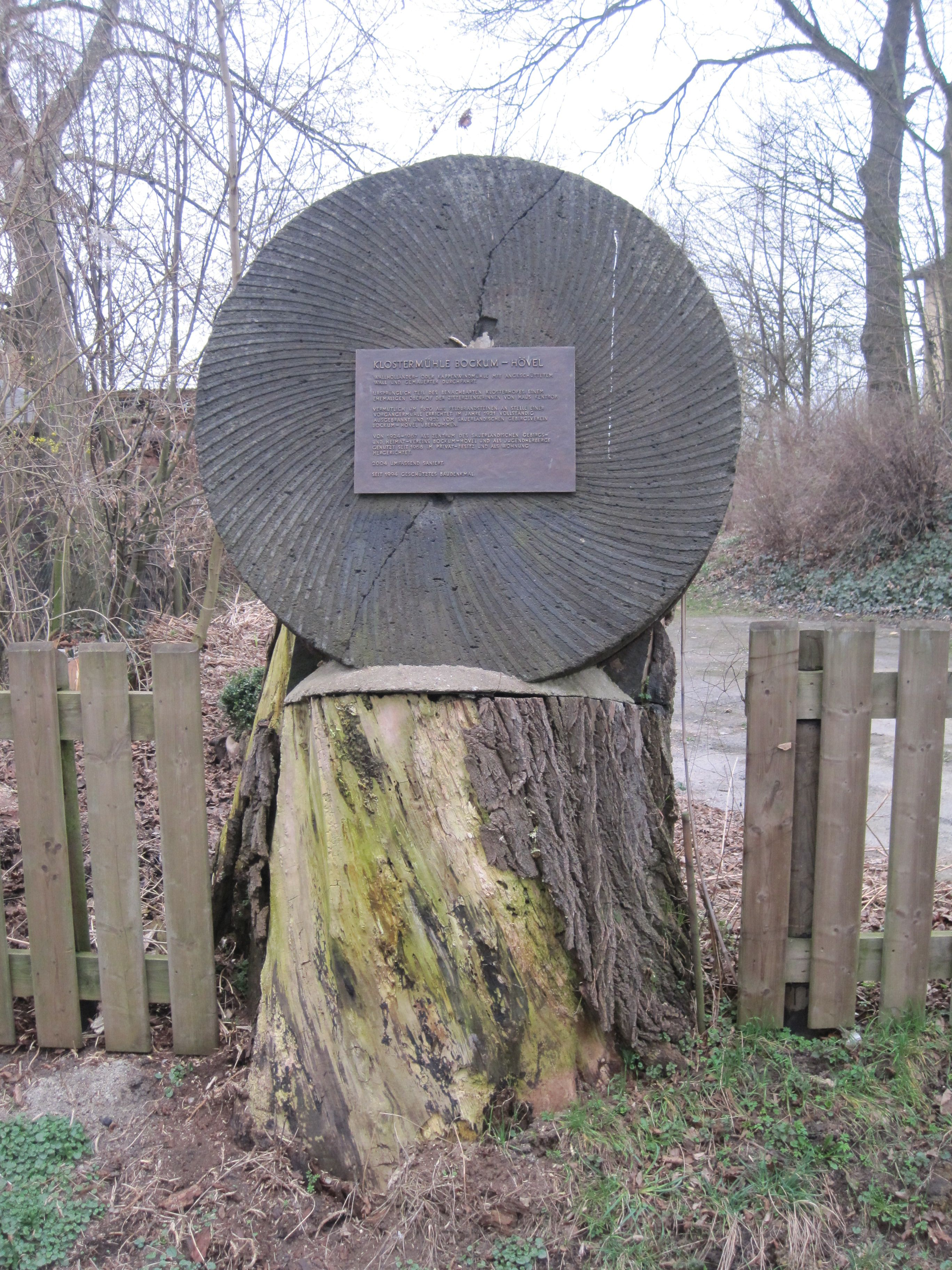
Informationstafel vor der Klostermühle.

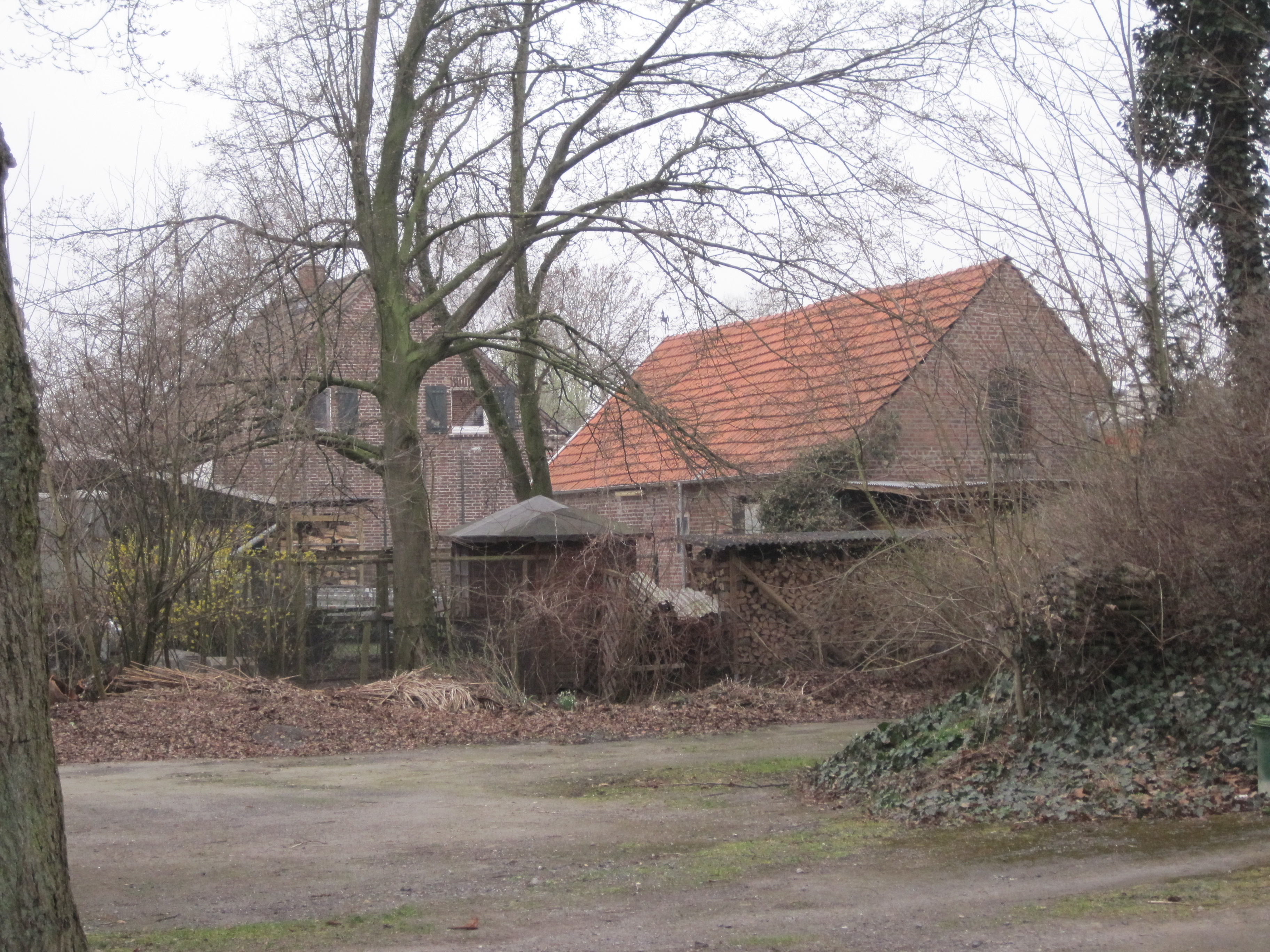
Klosterhof.

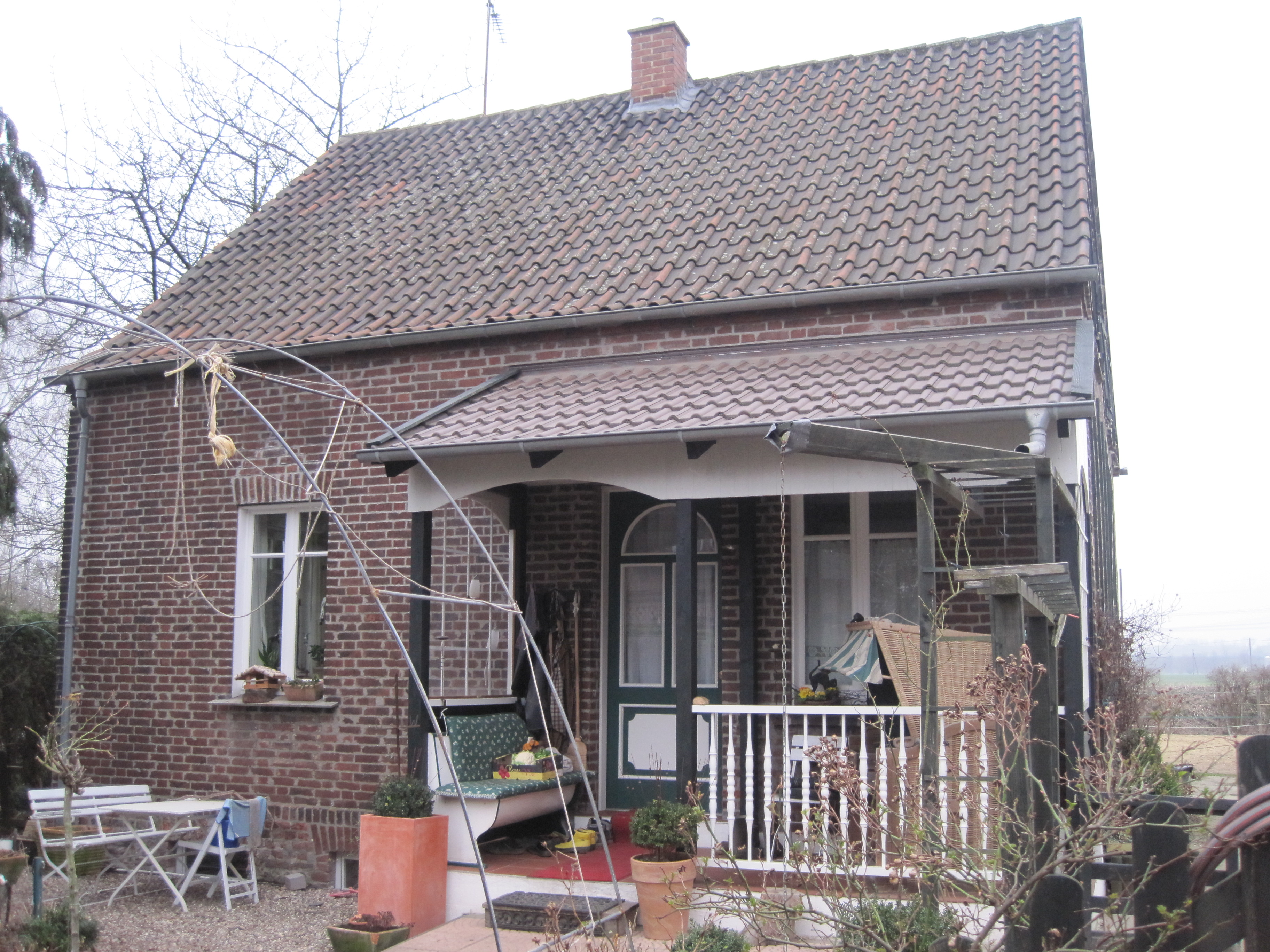
Klosterhofgebäude.

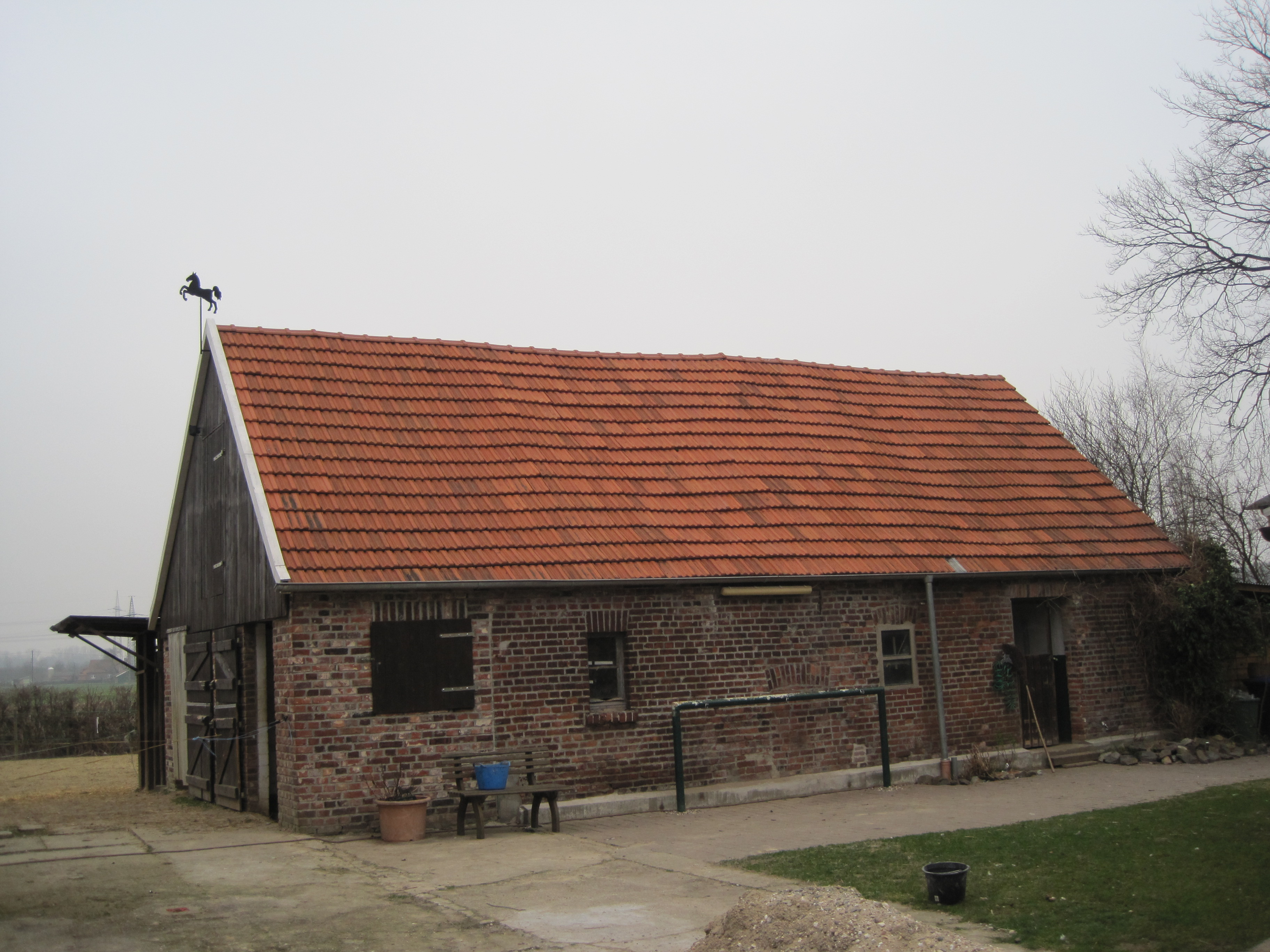
Klosterhofgebäude.

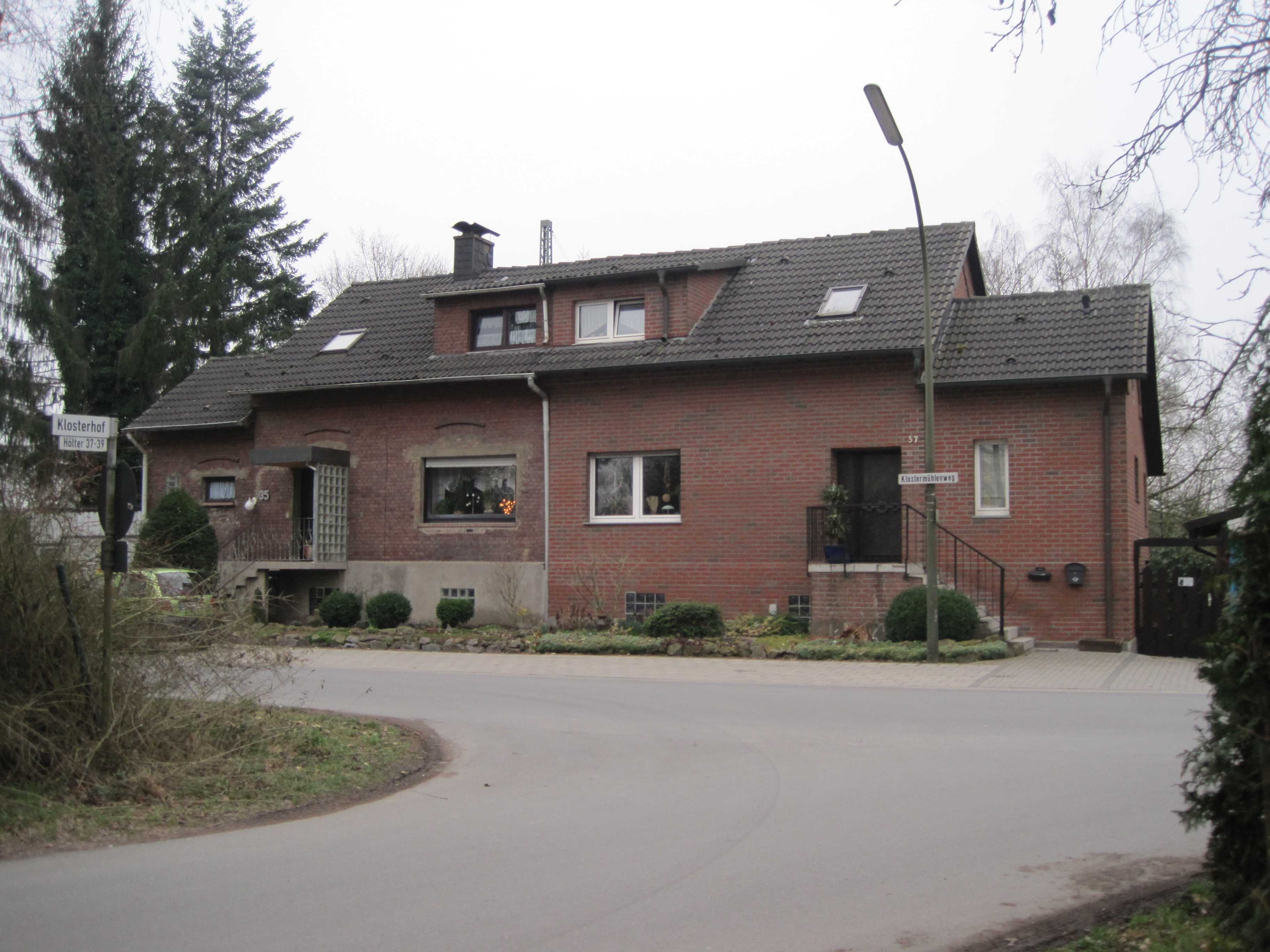
An den Klosterhof angrenzendes Grundstück.

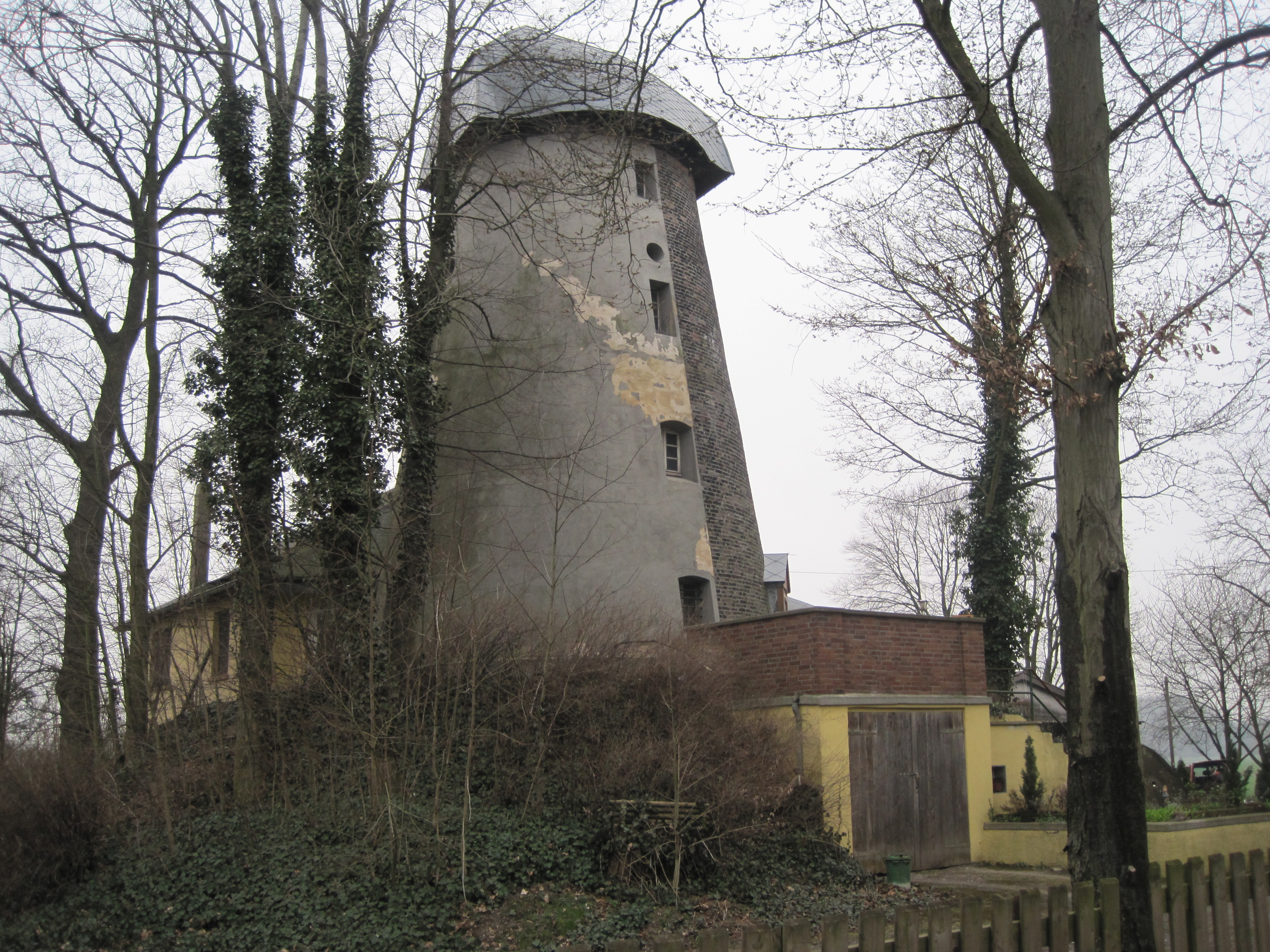
Klostermühle.

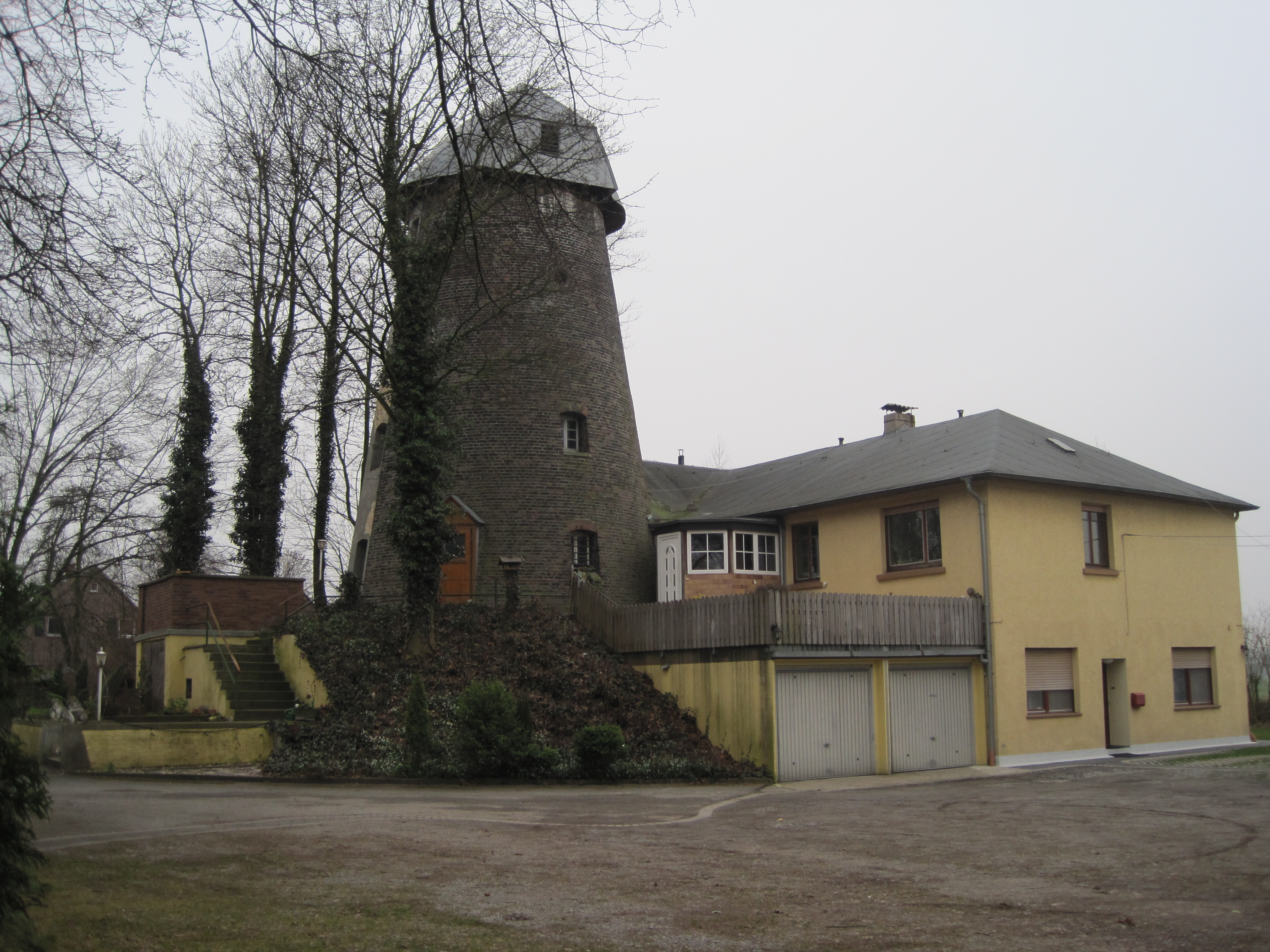
Klostermühle.

## Lage
Der Klosterhof befindet sich nördlich der Bahntrasse Hamm-Münster, einige hundert Meter westlich des Bahnhofs Bockum-Hövel und von Haus Ermelinghof am nach ihm benannten Klostermühlenweg 40 (ehemals: Klosterhof 20).

## Bauzustand
Das Klosterhofgelände war einst ein befestigter Platz, der von Erdwällen und Gräften umgeben war. Die Wälle sind inzwischen abgetragen worden, die von der Geinegge gespeisten Wassergräben sind noch teilweise vorhanden. Zwei Torhäuser an der ehemaligen Zugbrücke zeugen von der einstigen Wehrhaftigkeit des Hauses. Zum Klosterhof gehört eine Windmühle, die ehemalige Jugendherberge; Hof und Mühle haben heute jedoch unterschiedliche Eigentümer.

## Geschichte
Der genaue Entstehungszeitpunkt des Klosterhofes ist unbekannt. Bei Ausgrabungen wurden eiserne Lanzenspitzen und kleine, von Maultieren stammende Hufeisen gefunden. Dies führte zu der Vermutung, dass sich hier ein römisches Kastell und/oder ein bedeutender Waffenplatz befunden haben könnten.
Möglicherweise existierte das Anwesen in seiner späteren Form bereits nach der Christianisierung Westfalens durch Liudger ab 804, spätestens um das Jahr 900. Im 10. Jahrhundert soll das Gelände im Besitz der Cölestiner gestanden haben.
Später siedelten sich dann die Zisterzienserinnen dort an. Gesicherte Erkenntnis ist, dass der Klosterhof ein Haupt- oder Amtshof des Klosters Kentrop war. Die Zisterzienserinnen hatten 1272 innerhalb der Stadtmauern Hamms das Kloster Marienhof (Curia sancte Maria) gegründet. Da das Kloster mehrfach durch Brände bedroht worden war und es außerdem in Hamm zu Widerständen gegen seine Expansion kam, wurde es schließlich vor die Mauern der Stadt verlegt. Die Zisterzienserinnen bezogen das ihnen am 11. März 1290 übereignete Gelände, auf dem Kloster Kentrop errichtet wurde, am 11. März 1296. Auf dem Klosterhof in Hölter wurde seitens Kentrop ein Klosterschultze oder Klosterschulte angesiedelt. Zu seinen Aufgaben gehörte es, Abgaben von den anderen klosterhörigen Höfen einzuziehen. Dazu gehören Noldes, Kleine Rogge und Holtersdorf in den Bauerschaften Geinegge und Hölter sowie Rogge und Herding (auch Hering genannt) in der Bauerschaft Barsen.
Von der Bockum-Höveler Heimatliteratur wird angenommen, dass die Zisterzienserinnen bereits zu einem wesentlich früheren Zeitpunkt in der Region anwesend waren. Die Tötung des Kölnischen Erzbischofs Engelbert I. von Köln unter Beteiligung des Friedrich von Isenberg führte zur Zerstörung der isenbergischen Burg und Stadt Nienbrügge durch Adolf I. Graf von der Mark. Die Klosterfrauen sollen danach Schutz „binnen de Muren tom Hamme“ gesucht haben, den Stadtmauern Hamms. Auch später sollen sie nicht auf den Klosterhof zurückgekehrt sein, weil im Zuge der Erbauseinandersetzung zwischen Adolf I. Graf von der Mark und Dietrich von Altena-Isenberg, den sogenannten Isenberger Wirren (1232 bis 1243), die angrenzenden Bauerschaften Hölter, Geinegge und Dasbeck (Heessen) verwüstet wurden, teilweise mehrfach. Bereits nach diesem für die Zeit um 1225 angenommenen Abzug der Zisterzienserinnen soll der Klosterhof als Haupt- bzw. Schultenhof gedient haben, auf dem ein Schultheiß den „Zehnten“ einzog. Angenommen wird auch, dass es um diese Zeit bereits eine Klostermühle gegeben hat. Es ist jedoch eher fraglich, ob es bereits zu einem derartig frühen Zeitpunkt Zisterzienserinnen in der Region gab. Mit der überlieferten Gründungsgeschichte Kentrops decken sich diese Angaben jedenfalls nicht.
Kloster Kentrop wurde 1808 säkularisiert. Seine Besitztümer gingen damit in die Hand des Staates und wurden anschließend an Privatleute verkauft.

## Klostermühle
Bei der Windmühle auf dem Klosterhof handelt es sich um eine Wallholländer- oder Kappenwindmühle mit einem angeschütteten Wall und einer gemauerten Durchfahrt.
Die heutige Mühle wurde wahrscheinlich etwa 1870 als Nachfolgebau einer bereits früher dort befindlichen Mühle errichtet. 1921 brannte sie vollständig aus. 1923 (alternative Angabe: 1924) verpachtete August Klosterschulte, Gutsbesitzer auf Niermannshof bei Werne, die Mühle an den Sauerländischen Gebirgsverein unter dessen damaligen Vorsitzenden Arthur Schauerte. Der SGV baute den hohlen, ausgebrannten Turm innerhalb von drei Monaten zu einer Jugendherberge um. Zwischen 1924 und 1967 diente die Mühle als Zentrum für den Sauerländischen Gebirgsverein und den Heimatverein Bockum-Hövel und wurde parallel als Jugendherberge betrieben. Die Einweihung erfolgte am 3. August 1924 durch Richard Schirmann, den Gründer des Herbergswerkes. Im Laufe der Jahre wurde die Mühle mehrere Male erweitert. Schließlich bot sie eine hinreichende Menge Räume für die Besucher und stand verschiedenen Jugendbünden als Tagesstätte zur Verfügung. Im Wegenetz des Verkehrsverbandes Münsterland kreuzten sich hier mehrere Wanderstrecken.
In dieser Zeit befand sich in der Klostermühle das Heimatmuseum Bockum-Hövel. Die Heimatsammlung war in mehreren Schränken im Tagungszimmer untergebracht. Auch die alten Mahlsteine hatte man wieder herbeigeschafft und vor der Mühle als Tische aufgestellt. Der größere Stein hatte eine Kupferplatte erhalten, auf der im Maßstab 1:100.000 die Städte, Flüsse und Bergkuppen im Umkreis von fünfzig Kilometern eingeritzt waren. Sie wurde im Erdkundeunterricht der damals hier zahlreich anwesenden Schulklassen eingesetzt. Mit der Eingemeindung Bockum-Hövels nach Hamm im Zuge der zweiten Stufe der Gemeindegebietsreform im Jahre 1975 wurde die Sammlung vom Städtischen Gustav-Lübcke-Museum Hamm übernommen.
Im Oktober 1939 wurde im Bereich der Klostermühle ein Lager für polnische Kriegsgefangene eingerichtet. Sie mussten in der Landwirtschaft arbeiten. Am 10. April 1942 wurde das Polenlager aufgelöst. Die noch anwesenden Kriegsgefangenen wurden bei den Bauern und in den Betrieben untergebracht, für die sie Zwangsarbeit zu verrichten hatten. Zwischen Juli 1943 und Mai 1945 bestand das „Lager Klostermühle“ für mindestens 17 namentlich nachgewiesene Zwangsarbeiterinnen aus den von der deutschen Wehrmacht okkupierten Gebieten der Sowjetunion. Sie arbeiteten bei der kriegswichtigen Rohrgewebefabrik Linneweber. Das Lager ist mehrfach im „Tätigkeitsbuch der Polizei“ in Bockum-Hövel nachgewiesen, die es ständig kontrollierte: Die Frauen erhielten in ihrer Freizeit Besuch u. a. von „Ostarbeitern“ aus der Umgebung, zum Beispiel aus dem „benachbarten Amtsbezirk Herbern“. Auf dem "Weg des Erinnerns und Lernens" durch Hamm-Bockum-Hövel, der seit 2025 "zu den Stätten von politischen Gefangenen und Ermordeten des NS-Regimes, jüdischer Menschen und Arbeitssklaven" führt, ist die Klostermühle die erste von 17 Stationen.
1968 wurde die Mühle als Wohnung hergerichtet und in Privatbesitz überführt. Der heutige Eigentümer (Stand März 2011), Franz-Josef Hoppe, erwarb die Mühle in den frühen 1990er Jahren von einer Familie Ritzenhoff/Scholz. Die Klosterhofgebäude wurden separat verkauft.
Seit dem 21. April 2004 unter Denkmalschutz stehend, wurde die Mühle 2004 umfassend saniert und seither in Absprache mit der Denkmalschutzbehörde regelmäßig ausgebessert.

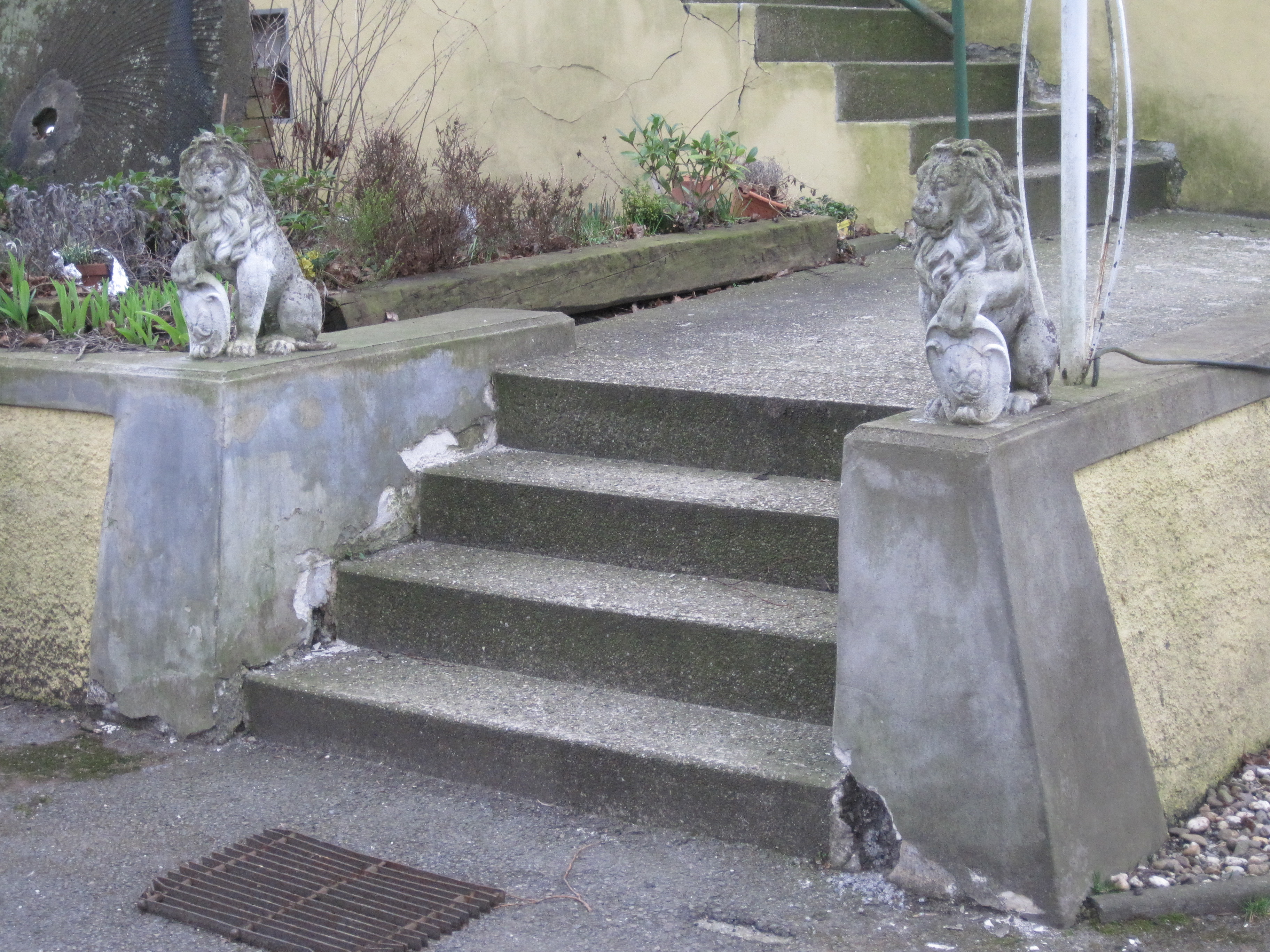
Löwenstatuetten vor der Klostermühle.
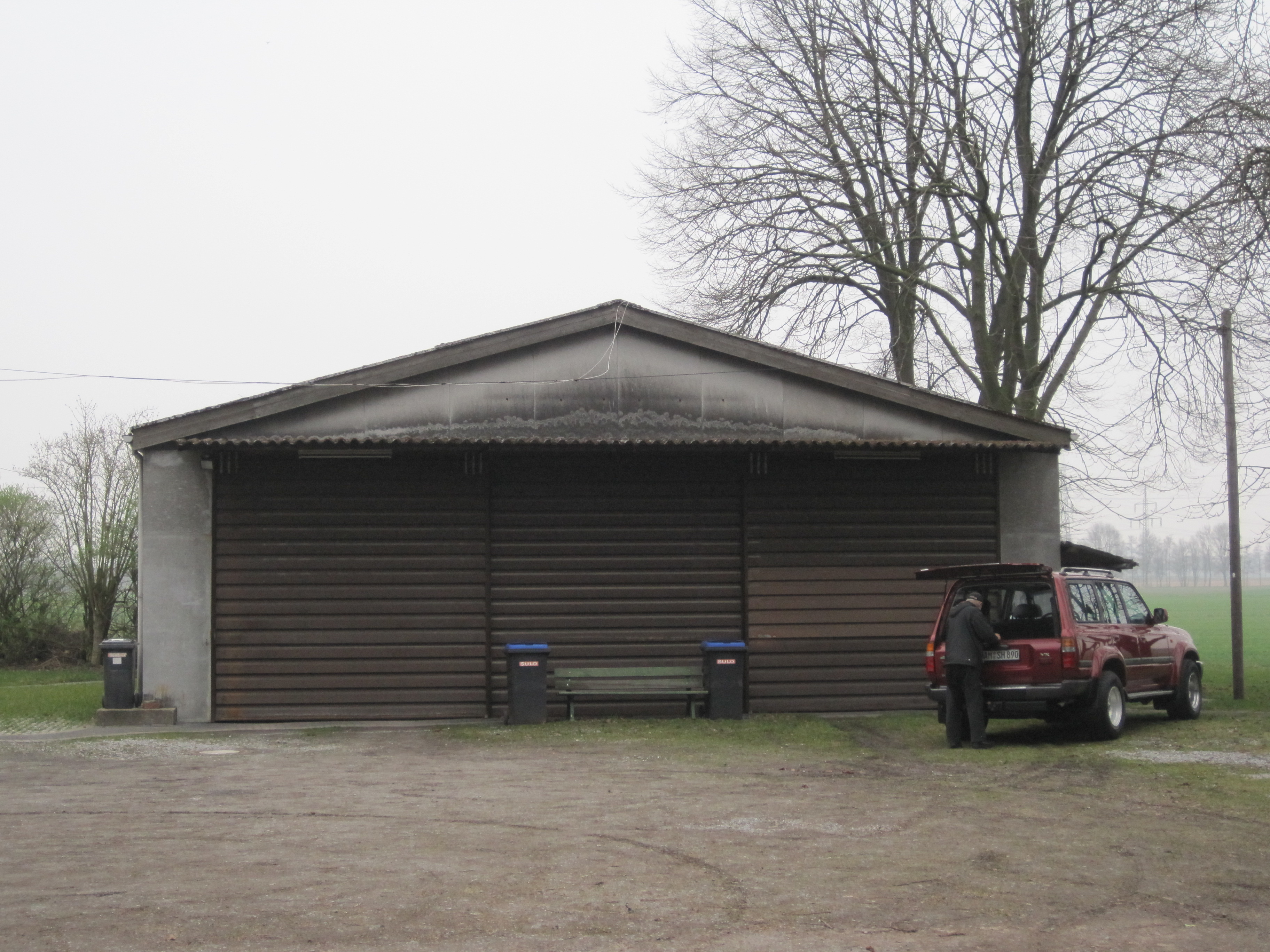
Halle auf dem Klostermühlengelände.
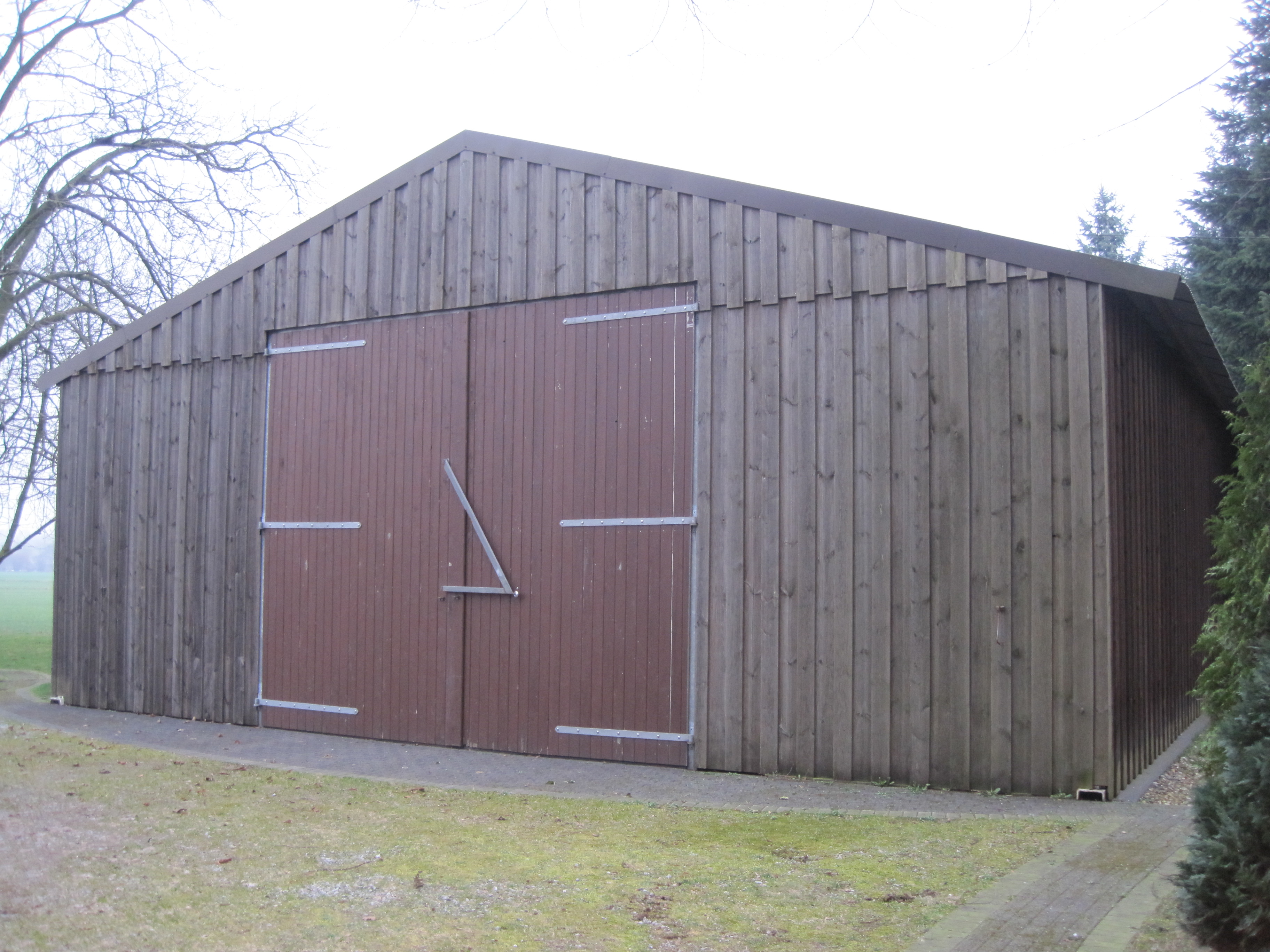
Halle auf dem Klostermühlengelände.
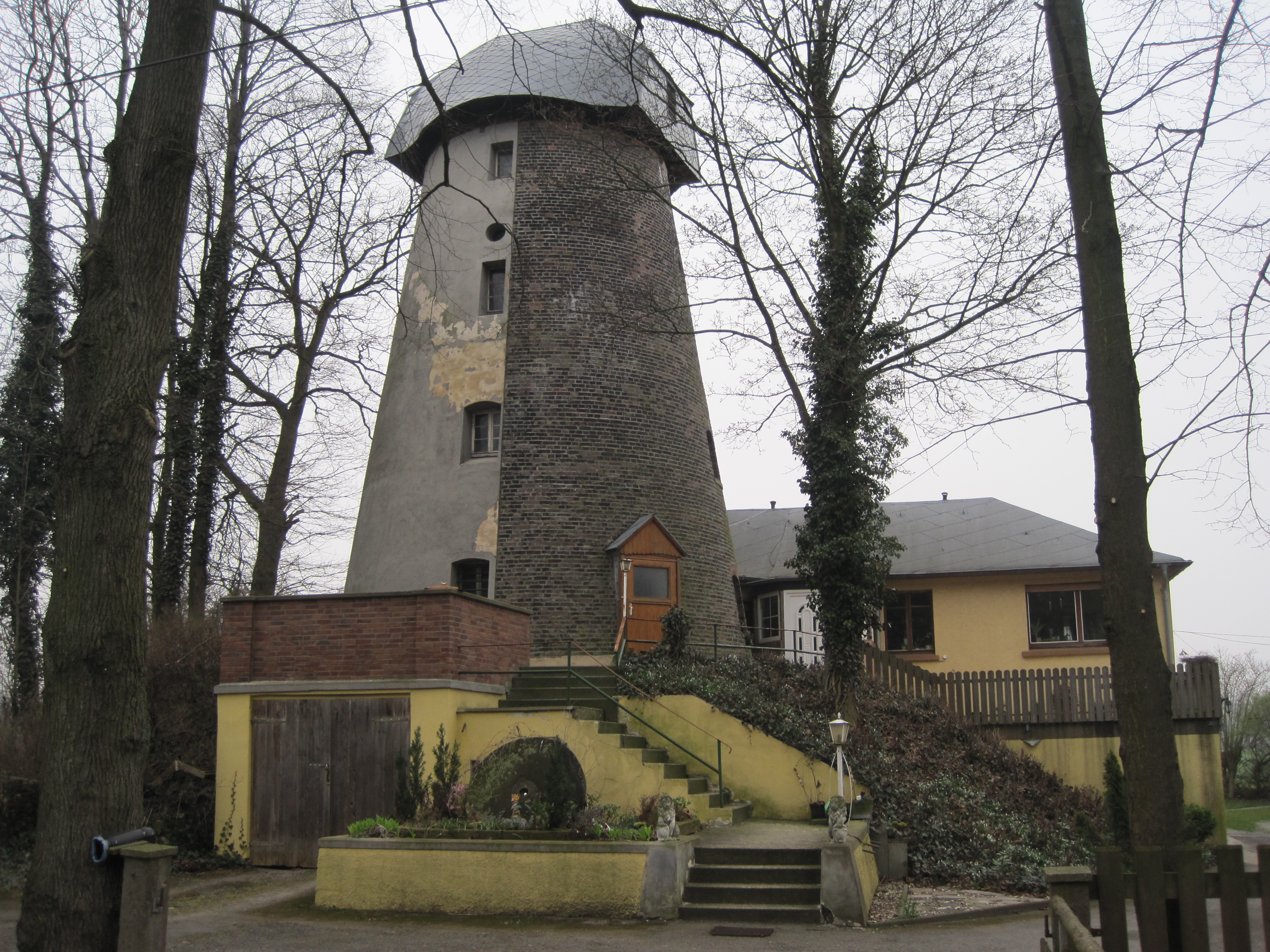
Klostermühle.